# Haliscera racovitzae
A Haliscera racovitzae é uma espécie de hidrozoário de águas profundas da família Halicreatidae.

## Distribuição
A haliscera racovitzae pode ser encontrada nas águas do Mar Mediterrânio e no Oceano Antártico.